# Les Davies
Pour les articles homonymes, voir Davies.
Les Davies (né le 29 octobre 1984) est un footballeur gallois évoluant au poste d'attaquant dans le club de Bangor City.
Il est champion du pays de Galles 2010-2011.

## Biographie
En juillet 2012, Les Davies est sélectionné dans une liste des meilleurs joueurs européens, élu par des journalistes gallois comme le meilleur représentant du pays de Galles.

## Palmarès
Bangor City
- Championnat
  - Vainqueur : 2011.
- Coupe du pays de Galles
  - Vainqueur : 2009 et 2010.
- Coupe de la Ligue
  - Vainqueur : 2009.